# Калеро, Адольфо
Адольфо Калеро Портокарреро (исп. Adolfo Calero Portocarrero; 22 декабря 1931, Манагуа — 2 июня 2012, Манагуа) — никарагуанский политик, бизнесмен и юрист. Противник диктатуры Сомосы и сандинистского режима. Политический руководитель Никарагуанских демократических сил, один из лидеров движения Контрас. Активный участник гражданской войны 1980-х годов против правительства СФНО. Личный друг Рональда Рейгана. Неоконсерватор, антикоммунист.

## При режиме Сомосы
Родился в буржуазной семье. Учился в католических вузах США — Университете Нотр Дам и Сиракьюсском университете. Работал топ-менеджером на заводе Coca-Cola в Манагуа.
Несмотря на принадлежность к слою сомосистской элиты (вплоть до семейных родственных связей), Калеро состоял в консервативной партии, оппозиционной режиму Сомосы. В 1978 году Калеро тайно встречался с представителями СФНО. За эти контакты и публичные оппозиционные выступления был арестован и некоторое время находился в тюрьме. Освобождён после победы никарагуанской революции.

## Переход в оппозицию к сандинистам
Первоначально Калеро рассчитывал на сотрудничество с сандинистами, предлагал правительству СФНО свои услуги в качестве промышленного менеджера. Однако марксистские тенденции сандинистов, курс на монополизацию власти, усиление прокоммунистической группы Томаса Борхе—Ленина Серны вынудили Калеро перейти в оппозицию.

После изгнания Сомосы мы ждали исполнения нашей мечты о демократии. Вместо этого мы получили советский тоталитарный режим, диктатуру, угнетение, эксплуатацию Советским Союзом и Кубой.

Адольфо Калеро

В декабре 1982 года Калеро покинул Никарагуа с намерением развернуть антисандинистскую борьбу.

## Во главеконтрас
За короткое время Калеро посетил США, Панаму, Колумбию, Коста-Рику и Гондурас, провёл переговоры о поддержке никарагуанской оппозиции. В январе 1983 года присоединился к движению Никарагуанские демократические силы (FDN). Программа FDN требовала перехода к политическому плюрализму, проведения в Никарагуа свободных выборов, гарантий гражданских прав. С октября 1983 Калеро возглавил FDN. C этого времени произошла резкая интенсификация антисандинистских атак.
Адольфо Калеро, политический функционер Аристидес Санчес и полевой командир Энрике Бермудес составляли руководящую триаду FDN, получившую название «Железный треугольник» — Triángulo de Hierro. Калеро не участвовал непосредственно в боях с правительственными войсками сандинистов, но участвовал в спецоперациях, организовывал подготовку бойцов в тренировочных лагерях, курировал финансовые вопросы, контролировал банковские счета FDN. Однако главной его функцией являлось политическое руководство.
Летом 1985 года FDN консолидировались с Никарагуанским демократическим движением Альфонсо Робело, группой Артуро Круса и ополчением индейцев-мискито KISAN Стэдмана Фагота в Объединённую никарагуанскую оппозицию (UNO). Калеро представлял правое, неоконсервативное крыло, Крус — либеральное, Робело — близкое к социал-демократии. Леворадикальное направление контрас символизировал бывший полевой командир СФНО Эден Пастора.
FDN являлись наиболее активной и дееспособной структурой никарагуанской оппозиции. Организация Калеро—Санчеса—Бермудеса располагала реальными вооружёнными формированиями, организационной сетью и финансовыми ресурсами. Основные боевые действия Контрас велись на Северном фронте, с территории Гондураса, где базировались отряды FDN.
Из всех лидеров никарагуанской оппозиции именно у Калеро сложились наиболее близкие отношения с администрацией США и лично президентом Рейганом. Идеологически Адольфо Калеро разделял неоконсервативные принципы рейганизма.
В июне 1985 года Адольфо Калеро представлял никарагуанскую вооружённую оппозицию на международной конференции партизан-антикоммунистов в ангольском городе Джамба. В мероприятии также участвовал подполковник Оливер Норт (на тот момент — сотрудник Совета национальной безопасности США), партнёр Калеро по тайным операциям.
Разногласия с Робело и Крусом привели к отставке Калеро с поста руководителя UNO и распаду объединения. Однако весной 1987, при создании коалиции «Никарагуанское сопротивление» (RN), Калеро снова возглавил движение контрас.

## Скандалы и обвинения
Подполковник Норт и Адольфо Калеро были ключевыми фигурами операции Иран-контрас. В 1987 Калеро вызывался для дачи показаний в конгресс США. На слушаниях он признал конфиденциальные связи с подполковником Нортом, доверительный характер отношений и тайные финансовые операции. В то же время, по его словам, ему не было известно «иранское» происхождение получаемых финансовых средств.
Против Калеро периодически выдвигались обвинения в причастности к наркобизнесу. Сообщалось также о его многолетней деятельности в качестве информатора ЦРУ. Первое основывалось на малоавторитетных источниках и не получило доказательных подтверждений. Второе выглядело правдоподобно, но также никак не документировалось и не считается доказанным.

## Роль в политическом урегулировании
Калеро активно участвовал в переговорном процессе урегулирования никарагуанского конфликта. Поначалу переговоры шли трудно, в атмосфере недоверия и взаимных обвинений. Однако впоследствии ситуация изменилась. Главным партнёром Калеро выступал Умберто Ортега — брат сандинистского президента Даниэля Ортеги, военный министр сандинистского правительства. Вопреки ожиданиям, Калеро и Ортега-младший довольно быстро нашли общий язык и согласовали схему урегулирования.

Мы сняли напряжение, проявили сердечность и гибкость в переговорах.

Умберто Ортега

Соглашение Сапоа о прекращении огня и политическом диалоге между контрас и сандинистским правительством было заключено 23 марта 1988 года. На дальнейших переговорах был согласован план политической реформы в Никарагуа, освобождения политзаключённых и проведения свободных выборов. Эти договорённости вызвали протесты радикально настроенных контрас во главе с Бермудесом. Однако компромиссную позицию Калеро поддержал Госдепартамент США.

## После гражданской войны
После свободных выборов 1990 года Калеро вернулся в Никарагуа. Ему был возвращён дом, ранее конфискованный правительством. От активной политики Калеро в целом отошёл, но состоял в законодательной группе правой Либерально-конституционной партии, был депутатом Центральноамериканского парламента. В 1997—2002 годах поддерживал праволиберального президента Арнольдо Алемана. Занимался юридической практикой. Наблюдатели отмечают, что несмотря на длительное распоряжение крупными суммами Калеро никогда не обвинялся в коррупции и не приобрёл значительных богатств.
Отмечались сложности в отношениях Калеро с Бермудесом, который считал чрезмерными уступки, допущенные со стороны контрас.
В 2011 году увидела свет книга Адольфо Калеро Cronicas de un Contra («Хроника контрас») о никарагуанском вооружённом сопротивлении 1980-х годов.

## Кончина. Отклики и оценки
Адольфо Калеро скончался через месяц с небольшим после смерти своего главного сандинистского антипода Томаса Борхе.
После кончины Калеро телеграмму соболезнования его семье направил Умберто Ортега.
Консервативный американский конгрессмен кубинского происхождения Марио Диас-Баларт назвал Адольфо Калеро «символом страны, борющейся за возвращение свободы».